# Fleischgericht
Als Fleischgericht oder Fleischspeise bezeichnet man verschiedene Gerichte aus dem Fleisch von Schlachttieren, Geflügel und Wild. Häufig werden sie als Warme Vorspeise, Zwischengericht oder Großes Fleischgericht und Braten eingesetzt.
Typische Zubereitungsarten sind Braten (Garmethode), Sautieren, Dünsten bzw. Poelieren, Frittieren, Grillen, Pochieren und Schmoren.
International werden die Begriffe Plats de viande oder volaille et gibier aus dem Französischen oder Englisch Meat oder Poultry and Game dishes für Fleischgerichte verwendet.